# Appetite for Destruction
Appetite for Destruction је први студијски албум америчког хард рок бенда Guns N' Roses. Издат је 21. јула 1987. од стране Гифин студија. Тек наредне године постигнут је велики комерцијални успех након турнеје и емитовања синглова Welcome to the Jungle, Paradise City и Sweet Child o' Mine. Дошао је до врха Билбордових 200 и постао најпродаванији студијски албум свих времена, а такође и 11. најпродаванији албум у САД-у. Са преко 30 милиона продатих копија широм света, то је једна од најпродаванијих плоча свих времена. Иако су критичари првобитно били амбивалентни према албуму, Appetite for Destruction је добио признања накнадно и посматра се као један од највећих албума свих времена. Године 2018. издата је прерађена верзија која је добила слично признање.

## Позадина
Након наступања по ноћним клубовима Лос Анђелеса, група је у марту 1986. потписала уговор са музичком кућом Гифин рекордс. Децембра те година група је издала четири ЕП песме Live ?!*@ Like a Suicide са намером да задрже интересовање публике док раде у студију на албуму. 
Певач Аксел Роуз је изјавио да су многе песме са албума написане у времену када је бенд још увек наступао у ноћним клубовима Лос Анђелеса, а многе песме које ће се појавити у каснијим албумима су заправо биле разматране за Appetite for Destruction, као што су "Back Off Bitch", "You Could Be Mine", "November Rain" и "Don't Cry". Речено је да је разлог зашто се "November Rain" није нашао на овом албуму, тај што се бенд већ сложио да стави "Sweet Child o' Mine" и самим тим су већ имали једну баладу на албуму (иако су оба Use Your Illusion албума садржала више од једне баладе). 

## Снимање и продукција
После неколико недеља пробе, бенд је ушао у студио у јануару 1987. Продуцент којег су изабрали, Мајкл Клинк, радио је осамнаест сати дневно наредних месец дана. Слеш се борио да пронађе одговарајући звук гитаре, све док копију Гибсон Лес Пола није прикључио у Маршал појачало. Он је проводио сате са Клинком и сређивао свој соло. Укупни буџет за албум је био 370.000 долара.  Према бубњару Стивену Адлеру, перкусије су биле завршене за само шест дана али је снимање вокала трајало много дуже због Акселовог перфекционизма који је доводио до тога да бенд напушта студио док он снима.  Многе песме на албуму су настале заправо као соло нумере које су поједини чланови бенда написали независно од бенда и које су касније комплетиране. Неке од ових песама су "It's So Easy" (написао Даф Мек Кеган) и"Think About You" (написао Изи Страдлин). "Rocket Queen" је била недовршена Слешова, Мек Кеганова и Адлерова песма коју су написали док су још били део Роад Кру бенда. Већина песама одражава лична искуства и свакодневни живот групе. Једна од таквих песама је "Welcome to the Jungle" коју је написао Аксел Роуз по долазку у Њујорк из Индијане, као и "Mr. Brownstone" која се тиче проблема са хероином који су чланови бенда имали. Текстови неких песама фокусирани су на проблеме из младости које су имали чланови бенда, а пример је песма "Out ta Get Me" која се бави проблемима са законом које је у младости имао Аксел Роуз. 

## Илустрације
На оригиналној насловној страни аутора Роберта Вилијамса, приказан је робот силоватељ који само што није кажњен од стране металног авенџера. Након што је неколико музичких продаваца одбило да продаје албум, контроверзна илустрација стављена је унутар албума и замењена је сликом Келтског крста и лобања пет чланова групе (оригинално дизајнирано као тетоважа). Свака лобања представља једног члана групе групе: Изи Страдлин горња лобања, Стивен Адлер лева лобања,  Аксел Роуз средња лобања, Дуф Мек Кеган десна лобања и Слеш  доња лобања. У интервјуу 2016. Били Вајт је објаснио: „Крст и лобање које изгледају као бенд су Акселова идеја, остало је мој рад. Везе у самом крсту представљају референцу на Тин Лизи, бенд који смо Аксел и ја јако волели”. 
Бенд је изјавио да је илустрација „симболички друштвени исказ у коме робот представља индустријски систем који силује и загађује нашу околину.” На албумима који су издати двострано, стране нису означене стандардно са А и Б, већ са Г и Р. Са Г стране се налазе нумере од 1 до 6 које се тичу дрога и тешког живота у великом граду (ганс страна). Преостале нумере чине Р страну и оне се баве љубављу, сексом и везама (роузез страна).

## Критике
Appetite for Destruction није добро прихваћен од стране савремених критичара.  Главна критика је била та да велики успех који је албум остварио заправо негује код слушалаца табу „секса, дрога и рокенрола” Дејв Линг из часописа „Метал Хамер” је 1987. одбацио албум означивши га инфериорном мешавином елемената бендова као што су Аеросмит, Ханои Рокс и АЦ / ДЦ.
Критичари у Енглеској су били нешто позитивнији. Kerrang! истиче да је „рок музика коначно истргнута из руку мршавих, слабих, уморних, изношених и коначно се враћа у руке правих бунтовника.”
У ретроспективном осврту за Ролинг Стоун часопис 2004. Ен Поверс написала је да Guns N' Roses „ствара јединствену мешавину различитих рок вредности” на албуму који је „у то време променио сензибилитет хард рока.”

## Прерађена верзија
Године 2018. појавили су се билборди у неколико већих градова, покренута је веб страница са ознаком Destruction Is Coming. На сајту се налазио часовник који је намештен да одбројава до четвртог маја 2018. и одломак песме Shadow of Your Love.
Новинар Мич Лафон је изјавио да је кампања намењена за издавање делукс издања Appetite for Destruction. Видео са детаљима о Appetite for Destruction: Locked N' Loaded издању ненамерно је пуштен дан раније.Комплет садржи 73 песме (од којих 49 никад нису објављене) на четири компакт диска и седам ЛП-ова. Поред музике овде је укључена и књига од 96 страна са необјављеним фотографијама из Роузове личне архиве као и 12 литографија које визуелно представљају сваку песму са албума. Shadow of Your Love издата је као сингл четвртог маја 2018., први сингл бенда након скоро једне деценије.  Двадесет и првог маја 2018. бенд је објавио никад виђени музички спот за It's So Easy на Епл Мјузик. Welcome to the Jungle (1986), Move to The City (1988. акустична верзија) и November Rain (1986)  објављени су у јуну као промотивни спотови пре изласка самог албума. Поп ап радња отворена је у Лондону на дан објављивања албума са Ганс ен Роузез тематским пићима, тату уметником, одећом и великим екраном на коме је приказан наступ бенда у Рицу, 1988.  Ова верзија резултирала је поновним уласком Appetite for Destruction у топ 10 Билбордових 200 први пут након двадесет и девет година. 

## Песме
1. Welcome to the Jungle - 4:32
2. It's So Easy - 3:21
3. Nightrain - 4:26
4. Out Ta Get Me - 4:20
5. Mr Brownstone - 3:46
6. Paradise City - 6:45
7. My Michelle - 3:38
8. Think about you - 3:49
9. Sweet Child O Mine - 5:54
10. You Are Crazy - 3:16
11. Anything Goes - 3:25
12. Rocket Queen - 6:14